# Institut européen de la forêt
Pour les articles homonymes, voir EFI.
L'Institut européen de la Forêt ou  Institut européen de la Forêt cultivée (en finnois : Euroopan metsäinstituutti, en anglais : European Forest Institute ou EFI) est une organisation internationale dont le siège est situé à Joensuu en Finlande, d'initiative franco-finlandaise et créé en 1992 (et alors immédiatement ouverte à tous les pays d'Europe).

## Présentation
Créée comme ONG, l'Institut a été reconnu comme organisation internationale en 2005.  L'entité qui était originellement exclusivement centrée sur des questions scientifiques et de coordination de la Recherche a évolué en se politisant : les gouvernements y sont plus directement actifs, chaque États étant maintenant « membres de droit » d’un conseil supérieur (généralement dénommé Council). L'EFI a donc élargi ses objectifs et modalités d'action. 
La France bien qu'à l'origine de l'EFI avec la Finlande n'est officiellement devenue membre de l’EFI qu'à partir du 11 mars 2013 « en raison de difficultés juridico-linguistiques, désormais résolues » selon J. Andrieu et al. (2013). 
L'EFi dispose d'un conseil scientifique (scientific advisory board) et d'un réseau d'experts en gestion forestière, et produit à l'intention des politiques et gestionnaires des notes d’orientation (policy briefs), dont certains sont publiés dans une collection relative aux enseignements de la science sur un sujet donné, What science can tell us? (Que la science peut-elle nous dire),,.

## Objectifs
Cet institut avait pour but de recenser et diffuser les informations scientifiques et techniques concernant les aspects environnementaux, logistiques, économiques et sociaux de la sylviculture, à l'échelle européenne, afin d'alimenter les prises de décision dans le domaine de la politique forestière. Ses objectifs se sont élargis avec l'intégration des États et la création d'une conférence permanente. L'EFI se montre s'emploie notamment - au sein de la plateforme technologique européenne Forêt-bois-papier à proposer des sujets à inclure dans le cadre des programmes-cadres européens de recherche et développement. L'EFI oriente aussi la recherche via deux réseaux forestiers européens de recherche (Eranets) :
1. Foresterra (gestion des risques, d'incendie notamment, et services écosystémiques en forêt méditerranéenne)
2. Sumforest, qui vise à « raisonner la gestion durable des forêts dans un contexte à la fois changeant et multifonctionnel »

Enfin, l'EFI alimente la réflexion prospective sur l'avenir des forêts et est impliquée dans les discussions qui concernent les instruments européens ou internationaux d'encadrement juridique de la sylviculture, via le Comité de négociation intergouvernemental pour un Instrument juridiquement contraignant sur les forêts en Europe, en lien avec le Forum des Nations unies sur les forêts.

## Histoire
Cet Institut européen de la forêt a été créé dans le cadre d’une volonté de « construction forestière paneuropéenne » en cours depuis les années 1980 au moins, en lien avec les conférences ministérielles pour la protection des forêts en Europe, processus issu d'une initiative franco-finlandaise. 
La démarche a été lancée par une première conférence ministérielle organisée par le gouvernement français à Strasbourg en 1990, alors que se préparait le premier sommet de la terre de Rio (juin 1992), et que les forestiers étaient confrontés à une demande croissante de garanties sociales et environnementales dans leur gestion. Chaque pays européen a été invité à s'y associer, via une série de conférences étudiant et émettant des résolutions, conférences qui se sont tenues à Helsinki en 1993), à Lisbonne en 1998), à Vienne en 2003), à Varsovie en 2007 et à Oslo en 2011 pour être renommé « Forest Europe ». 
Selon la sixième résolution de la Conférence de Strasbourg « les États s’engagent mutuellement à mieux combiner les efforts de recherche au niveau international sur la gestion des écosystèmes forestiers et, pour cela, à mettre en place un réseau européen pour la recherche sur les écosystèmes forestiers », ce qui s'est traduit à l'occasion de la Conférence ministérielle d'Helsinki de 1993 par la création d'un réseau européen sur proposition de la Finlande : une ONG réunissant des établissements à caractère scientifique, pédagogique, industriel ou commercial de tous les pays d’Europe pour collecter et mettre en valeur la connaissance et l'expertise du domaine forestier et mieux associer les scientifiques au dialogue sur la forêt. 
Peu à peu l'EFI qui n'avait comme adhérents que des organismes de pays européens (« membres associés ») s'est ouverte à des « membres affiliés » (non-européens). Elle constituent « la conférence » et les États y sont désormais « membres de droit » d’un conseil supérieur (council). La France participe ainsi à l'EFI via sa représentation scientifique et technique, mais aussi via le canal gouvernemental. 
En 2005 l'ONG est reconnue comme organisation internationale.

## La France dans l'EFI
La France et le Finlande ont été motrices dans la création de l'EFI, puis durant les années 1990 et 2000 pour mettre en avant une liste de principes et critères dits de bonne gestion dit de « gestion durable », qui seront réappropriés par le processus de certification PEFC, en opposition au FSC, label qui l'a précédé mais qui accordait plus d'importances aux critères sociaux et écologiques et de vérifiabilité, et qui rendait tous ses critères d'application obligatoire.
Le correspondant français de l'EFI a d'abord été un groupement d’intérêt public : le GIP ECOFOR (pour « écosystèmes forestiers »), créé cette même année 1993 pour réunir plusieurs entités de recherche, développement, enseignement, évaluation et administrations chargées de la gestion des forêts, et membre associé de l'EFI depuis ses débuts. D'autres entités s'y sont ajoutées dont AgroParisTech, l’institut technologique FCBA, l’Institut national de la recherche agronomique (INRA) , l’Institut national de recherche en sciences et technologies pour l’environnement et l’agriculture (Irstea, ex-CEMAGREF). 
Ainsi 20 ans après la constitution de l'EFI, six de ses 129 membres associés étaient de grandes entités françaises et trois Français avaient déjà été membres du conseil d’administration de l'EFI (dont deux furent même président)
- Yves Birot (président de 1998 à 2001, et aussi en France président de l’instance délibérante du GIP ECOFOR)
- François Houllier (président de 2004 à 2006, et aussi en France président de l’instance délibérante du GIP ECOFOR)
- Jean-Marc Guehl (membre du « Board » à partir de 2010 et aussi en France président de l’instance délibérante du GIP ECOFOR)

On compte aussi des français parmi les membres du conseil scientifique de l'EFI (Daniel Guinard, Gérard Buttoud, Antoine Kremer, Jean-Luc Peyro par exemple pour les 20 premières années d'existence de l'EFI)
La France a dans ce cadre accueilli à Nancy l'observatoire européen des forêts (OEF), avec l'INRA et l'aide de la communauté urbaine du Grand Nancy, de la région Lorraine et du ministère chargé de l’agriculture et de la forêt.

## Gouvernance
Pour d'adapter à la variété des écosystèmes forestier européens et à leurs enjeux, l'EFI s'est subdivisée en six bureaux régionaux, qui sont notamment :
1. Efimed, basé à Barcelone, dédié à la forêt méditerranéenne ;
2. Efiatlantic, basé à Bordeaux, dédié aux forêts cultivées de l'arc atlantique ;
3. Eficent, dédié aux forêts centre-européennes du triangle NFZ (situé entre Nancy, Fribourg-en-Brisgau (Allemagne) et Zurich (Suisse).

## Sujets d'étude
Ils sont nombreux mais ont notamment concerné
- les effets du dérèglement climatique et d’autres risques (incendie, tempête) sur la forêt[1]
- le paiement des services écosystémiques[1],
- la gouvernance de la forêt[1]
- le commerce du bois[1]

## Lutte contre la déforestation et les coupes illégales
L'Europe importe des quantités importantes de bois illégaux provenant de divers pays.  Elle cherche à s'opposer à ce phénomène sous l'égide de l'ONU via le processus « EU-FLEGT Facility ». Elle cherche aussi à réduire les émissions de gaz à effet de serre et les dégradations majeure de puits de carbone tourbeux ou forestiers dues à la déforestation, à certains incendies de forêt et à la dégradation des forêts tropicales et équatoriales via le processus « EU-REDD Facility ».